# مايكل هندرسون (طبيب)
مايكل هندرسون (بالإنجليزية: Michael Henderson)‏ هو طبيب أسترالي، ولد في 1937.